# 徐碧乡
徐碧乡是中国福建省三明市梅列区已经撤消的一个乡。

## 历史沿革
2005年，徐碧乡撤消，原徐碧乡辖区分别并入列东街道、列西街道、北门街道（现徐碧街道）。